# یواس‌اس کاردینال (ای‌ام-۶۷)
یواس‌اس کاردینال (ای‌ام-۶۷) (به انگلیسی: USS Cardinal (AM-67)) یک کشتی بود که طول آن ۱۳۶ فوت ۴ اینچ (۴۱٫۵۵ متر) بود. این کشتی در سال ۱۹۳۷ ساخته شد.